# Station Oker
Station Oker (Bahnhof Oker) is een spoorwegstation in de Duitse plaats Oker, in de deelstaat Nedersaksen. Het station ligt aan de spoorlijnen Vienenburg - Goslar en Bad Harzburg - Oker. 

## Indeling
Het station beschikt over één zijperron en één eilandperron, die niet zijn overkapt maar voorzien van abri's. Het eilandperron is te bereiken via een voetgangerstunnel vanaf het zijperron. Hier bevindt zich ook het voormalige stationsgebouw van Oker. Aan de noordoostzijde van de sporen bevinden zich een parkeerterrein, een fietsenstalling en een bushalte.

## Verbindingen
De volgende treinseries doen het station Oker aan:
| Serie | Treinsoort                   | Route                                                                          | Bijzonderheden                    |
| ----- | ---------------------------- | ------------------------------------------------------------------------------ | --------------------------------- |
| RB 43 | Regionalbahn (Erixx)         | Braunschweig Hbf – Wolfenbüttel – Vienenburg – Oker – Goslar                   | Gekoppeld aan RB 42 in Vienenburg |
| RB 82 | Regionalbahn (DB Regio Nord) | Göttingen – Northeim (Han) – Kreiensen – Seesen – Goslar – Oker – Bad Harzburg |                                   |